# Championnat de France masculin de water-polo 2022-2023
Navigation
Édition précédente Édition suivante
Le Championnat de France de water-polo Elite 2022-2023 est une compétition organisée par la Fédération française de natation (124e édition du championnat de France de water-polo).
Neuf équipes s'opposent en une série de 18 journées pour le compte de la phase régulière. En fonction de leur classement, les clubs disputeront soit les playoffs, soit la finale pour la 5e place, soit les playdowns.

## Équipes participantes
| Club                    | Classement final 2021-2022 | Entraîneurs             | Président             | Piscine                       | Taille bassin | Ville                | Capacité (spectateurs) |
| ----------------------- | -------------------------- | ----------------------- | --------------------- | ----------------------------- | ------------- | -------------------- | ---------------------- |
| Pays d'Aix Natation     | 6                          | Alexandre Donsimoni     | Virginie Dedieu       | Piscine Yves Blanc            | 50 m          | Aix en Provence      | 01200                  |
| C.N. Marseille          | 1                          | Milos Scepanovic        | Paul Leccia           | Bassin Pierre Garsau          | 50 m          | Marseille            | 1 200                  |
| Montpellier WP.         | 5                          | Fabien Vasseur          | Christophe Spilliaert | Piscine olympique d'Antigone  | 50 m          | Montpellier          | 2 000                  |
| O. Nice Natation        | 7                          | Samuel Nardon           | Jean Monnot           | Piscine Jean-Bouin            | 50 m          | Nice                 |                        |
| C.N. Noisy-le-Sec       | 2                          | Milo Zmukic             | Julie Eissen          | Stade nautique Maurice Thorez | 50 m          | Montreuil            | 1 000                  |
| Stade de Reims Natation | 8                          | Franck Missy            | -                     | Complexe aquatique de Reims   | 50 m          | Châlons-en-Champagne |                        |
| Sète Natation E.D.D.    | 10                         | Olivier Chandieu[Qui ?] | Jacky Vayeur          | Piscine olympique d'Antigone  | 50 m          | Montpellier          | 2 000                  |
| Team Strasbourg         | 4                          | Igor Racunica           | Roland Schmitt        | Piscine de la Kibitzenau      | 50 m          | Strasbourg           |                        |
| E.N. Lille Métropole    | 3                          | Jonathan Ghesquiere     | Serge Criquet         | Tourcoing les Bains           |               | Tourcoing            |                        |

## Saison régulière
Le classement est calculé avec le barème de points suivant :
- la victoire vaut trois points,
- la défaite vaut zéro point,
- la victoire aux tirs au but vaut deux points,
- la défaite aux tirs au but vaut un point.

En cas de match nul, à la fin du temps réglementaire, une séance de tirs au but désigne le vainqueur du match.
À la mi-saison, les huit équipes les mieux classées se qualifient pour le Trophée Pierre Garsau (Coupe de France masculine de water-polo). Le club hôte de la compétition est qualifié automatiquement. Si celui-ci n'est pas dans le top 8 à la mi-saison, les sept meilleures équipes au classement se qualifient.
Au terme de la phase régulière, les équipes à égalité sont départagées d'après le score cumulé de leurs deux matches. Si nécessaire, les scores cumulés puis le nombre de buts inscrits face à chacune des autres équipes, selon leur classement, seront utilisés, voire une séance de tirs au but dans les cas ultimes.